# ヴァルター・フーバッチュ
ヴァルター・フーバッチュ（Walther Hubatsch, 1915年5月17日 - 1984年12月29日）は、ドイツの歴史家。

## 生涯
東プロイセンのケーニヒスベルクにおいて、ザクセン・ラウジッツ出身の家系に出生。幼少期をティルジットで過ごし、古典語を重視する人文主義ギムナジウムに通った。アビトゥーア修了後、「自発的な学生労働奉仕の半年」としてネマンデルタでの河口部労働に携わり、1934年 - 1935年にはティルジットの第1歩兵連隊の教育部隊に所属した。その後、ケーニヒスベルクにおいて歴史学、ドイツ学、地理学を学んだ。続いて、ミュンヘン大学で美術史を、ハンブルク大学で地理学を学び、最終的にゲッティンゲン大学でカール・ブランディやパーシー・エルンスト・シュラム、ジークフリート・A・ケーラーに出会い、歴史学を職とすることを決めた。ゲッティンゲンでは、1939年に国家試験を済ませている。
1939年から1944年まで、歩兵士官として東西の前線に従軍。1941年、短い休暇中に「ヨーロッパ列強政治のなかでのドイツ・スカンディナヴィア関係」(Das deutsch-skandinavische Verhältnis im Rahmen der europäischen Großmachtpolitik) によってケーラーのもとで博士号取得。その後、1943年までゲッティンゲン大学の助手を務め、同地で教授資格をも取得した。
シュラムを通じ、国防軍最高司令部の戦時記録員として協力。第二次世界大戦後は、1949年までゲッティンゲンで私講師として、その後1956年までは員外教授として教鞭を執った。1956年からはボン大学に移り、1959年に中・近世史講座の正教授になった。1983年に退官した後は、他の大学の客員教授を務めた。ボンにて没。

## 影響
歴史学においては保守陣営に属していた。とりわけ専門としていたのは、プロイセンの軍事・行政史で、たとえばフリードリヒ2世時代のプロイセン行政について論稿を書いている。また、ハインリヒ・フリードリヒ・フォン・シュタインの人物と影響をも重点的に研究した。10巻からなる新しいシュタイン著作集の編纂者であり、『ドイツ行政史』叢書の編纂も主導した。さらに、中世から現代に至るまでのバルト海の歴史や、両世界大戦の前史についても研究を行った。
日本の西洋史家である阿部謹也にドイツ留学を勧め、また自らが編纂する『プロイセン史研究』叢書から、『1341年～1525年におけるプロイセンのドイツ騎士修道会オステローデ管区』(Die Komturei Osterode des Deutschen Ordens in Preussen 1341-1525) を刊行させた。

## その他
フーバッチュの蔵書4,868冊は、1986年に名古屋大学附属図書館によって購入され、同中央図書館に所蔵されている。

## 関連文献
- 阿部謹也「（書評）ワルター・フバッチュ『アルプレヒト・フォン・ブランデンブルク』」『一橋論叢』第46巻第1号、1961年、94-99頁、NAID 110007637339。